# Championnat d'Océanie de football des moins de 20 ans 1978
Navigation
Tahiti 1974 Fidji 1980
Le championnat d'Océanie de football des moins de 20 ans 1978 est la deuxième édition du championnat de l'OFC des moins de 20 ans qui a eu lieu à Auckland en Nouvelle-Zélande du 11 au 16 novembre 1978. L'équipe de Tahiti, titrée il y a 4 ans, est absente et ne remet pas son titre en jeu. L'Australie participe pour la première fois à la compétition. Le vainqueur se qualifie pour le tournoi inter-continental, qui délivre une place pour la prochaine Coupe du monde des moins de 20 ans, qui aura lieu au Japon en 1979.

## Équipes participantes
- Nouvelle-Zélande - Organisateur
- Fidji
- Australie
- Papouasie-Nouvelle-Guinée

## Résultats
Les 4 équipes participantes sont regroupées au sein d'une poule unique. Chaque équipe rencontre ses adversaires une fois. À l'issue des rencontres, les deux premiers se qualifient pour la finale de la compétition. 
|   | Équipe                    | Pts | J | G | N | P | BP | BC | Diff |
| - | ------------------------- | --- | - | - | - | - | -- | -- | ---- |
| 1 | Australie                 | 6   | 3 | 3 | 0 | 0 | 16 | 2  | +14  |
| 2 | Fidji                     | 3   | 3 | 1 | 1 | 1 | 6  | 6  | 0    |
| 3 | Nouvelle-Zélande          | 3   | 3 | 1 | 1 | 1 | 6  | 3  | +3   |
| 4 | Papouasie-Nouvelle-Guinée | 0   | 3 | 0 | 0 | 3 | 0  | 17 | -17  |

| 11 novembre 1978 | Australie        | 9 | 0 | Papouasie-Nouvelle-Guinée |
|                  | Fidji            | 1 | 1 | Nouvelle-Zélande          |
| 14 novembre 1978 | Nouvelle-Zélande | 4 | 0 | Papouasie-Nouvelle-Guinée |
|                  | Australie        | 5 | 1 | Fidji                     |
| 16 novembre 1978 | Fidji            | 4 | 0 | Papouasie-Nouvelle-Guinée |
|                  | Australie        | 2 | 1 | Nouvelle-Zélande          |

- L'Australie se qualifie pour le barrage intercontinental

## Barrage intercontinental
L'Australie retrouve Israel et le Paraguay (3e du championnat sud-américain 1979) pour déterminer le dernier qualifié pour la prochaine Coupe du monde des moins de 20 ans. Les matchs se disputent à Asuncion au Paraguay. Chaque sélection rencontre deux fois chacun de ses adversaires.
|   | Équipe    | Pts | J | G | N | P | BP | BC | Diff |
| - | --------- | --- | - | - | - | - | -- | -- | ---- |
| 1 | Paraguay  | 8   | 4 | 4 | 0 | 0 | 10 | 1  | +9   |
| 2 | Israël    | 2   | 4 | 0 | 2 | 2 | 1  | 5  | -4   |
| 3 | Australie | 2   | 4 | 0 | 2 | 2 | 0  | 5  | -5   |

| 7 février 1979  | Paraguay  | 2 | 0 | Australie |
| 9 février 1979  | Israël    | 0 | 0 | Australie |
| 11 février 1979 | Paraguay  | 3 | 0 | Israël    |
| 14 février 1979 | Australie | 0 | 0 | Israël    |
| 16 février 1979 | Paraguay  | 3 | 0 | Australie |
| 18 février 1979 | Paraguay  | 2 | 1 | Israël    |